# Castellalto
Castellalto község (comune) Olaszország Abruzzo régiójában, Teramo megyében.

## Fekvése
A megye keleti részén fekszik. Határai: Bellante, Canzano, Cellino Attanasio, Cermignano, Mosciano Sant’Angelo, Notaresco és Teramo.

## Története
Első említése a 11. századból származik. Önálló községgé a 19. század elején vált, amikor a Nápolyi Királyságban felszámolták a feudalizmust.

## Népessége
A népesség számának alakulása:

## Főbb látnivalói
- Costantini Cancrini háza
- San Pietro-templom
- San Gervasio-templom
- Santa Maria degli Angeli-templom
- Santa Maria-templom
- San Giovanni Evangelista-templom